# Letališče Cerklje ob Krki
Letališče Cerklje ob Krki (ICAO kratica LJCE) je edino vojaško-civilno letališče v Sloveniji. Letališče ima najboljšo lokacijo od slovenskih mednarodnih letališč in dobre vremenske pogoje skozi celotno leto. Na tej lokaciji je letališče od leta 1939. Ima dve vzporedni stezi: eno asfaltno 3000 x 45 m in drugo travnato 1100 x 30 m. Letališče je od leta 2021 inštrumentalno opremljeno:  ILS CAT I: 111.10 MHz, DVOR/DME COK: 108.25 MHz, NDB (OM) RK 359.0 kHz, NDB (MM) CL 463.0 kHz. Nahaja se 5 km od Brežic, 6 km od Krškega in 34 km od Zagreba. Na letališču deluje tudi civilni aeroklub. Letališče ima velik potencial za komercialni potniški promet, na njega gravitira 3 milijone prebivalcev, saj se nahaja med prestolnicama Zagreb in Ljubljana.

## Zgodovina

### Jugoslovansko kraljevo letalstvo
Leta 1938 je kraljevo jugoslovansko vojno letalstvo pričela z izgradnjo travnate letališke steze in lesenih objektov na tej lokaciji zaradi ugodne geografske in meteorološke lege. Leta 1939 je bilo letališče končano in so ga uporabljali za svoje vojaške potrebe. Na letališču so bazirali 6. letalsko izvidniško skupino Kraljevega vojnega letalstva Jugoslavije. Imela je 12 letal nemške in francoske izdelave: 
- Fieseler Fi 156 Storch, transportno letalo
- Breguet XIX, izvidniški bombnik

Enote na letališču:
- 6 izvidniška skupina

### Druga svetovna vojna
V aprilski vojni je bilo letališče bombardirano v nedeljo 6. aprila ob 5. uri zjutraj, uničenih je bilo 9 od 12 letal. Leta 1941 so Nemci pričeli z nadgradnjo letališča: podaljšanje in širitev letališke steze ter njenim betoniranjem, utrjevanjem terena, gradnjo treh dodatnih zidanih objektov, gradbena dela so končali leta 1942 in na letališče so bazirali eskadriljo lovskih letal Messerschmitt Bf 109, pogosto so pristajali tudi jurišniki Junkers Ju 87 Stuke. Leta 1943 so partizani poškodovali letališko infrastrukturo. Letališče se je uporabljalo predvsem za izvidništvo in podporo kopenskih sil iz več različnih enot in je odigralo pomembno vlogo pri desantu na Drvar 25. maja 1944. Letališče je bilo osvobojeno 9. maja 1945.
- Messerschmitt Bf 109 lovec

- Junkers Ju 87 Stuka jurišnik (tehnični postanki)
- Henschel Hs 126 izvidnik
- Junkers Ju 52 padalstvo
- Heinkel He 111 bombnik

Enote na letališču:
- 4 skupina 27 lovskega polka
- šolska eskadrilja A/B 14
- 77 lovski polk
- 2 skupina 1. zračne transportne eskadrilje
- 2 skupina 51. eskadrilje
- 15 eskadrilja za vezo

### Jugoslovansko vojno letalstvo

#### Povojno obdobje 1945-48
Po drugi svetovni vojni je bilo na letališču okoli 30 lovcev Messerschmitt Bf 109 kasneje so jih zamenjali z Iljušin Il-2M3 Šturmovik za tem pa so prišla domača batna letala Ikarus S-49C. Na letališču bazirana vojaška letala:
- Messerschmitt Bf 109 lovec
- Iljušin Il-2 Šturmovik jurišnik
- Ikarus S-49C lovec

Leta 1947 je bilo v Cerkljah državno jadralno prvenstvo, na katerem je sodelovalo šest Jastrebov, med njimi tudi Jastreb bis (YU-3003, tovarniška št. 168). Inštruktor letenja Žarko Majcen se je z letalom Jastreb bis smrtno ponesrečil, po njemu so preimenovali aeroklub. 
Enote na letališču: 
- 113. lovski polk (1945-47)
- 247. lovski polk (1947-48)
- 83. lovski polk (1948-49)
- 172. lovsko-bombniški polk (1949-51)
- 111. jurišni, lovsko-bombniški polk (1949-61)

#### Obdobje Informbiroja 1948-53 in 1960ta
V 1950ih se je steza obnovila in asfaltirala predvsem zaradi Tržaške krize. Z donacijo ameriške vojaške pomoči od leta 1952 je letališče začelo dobivati letala: Republic P-47 Thunderbolt lovski bombnik in sodobna reaktivna letala 1953: Republic F-84 Thunderjet lovski bombnik, 1956 North American F-86 Sabre dnevni lovec. Namen teh letal je bila zračna podpora kopenskih enot in zaščita zračnega prostora na smeri Prekmurje, Dravsko polje, Ljubljana, Vipavska dolina in Tržaški zaliv. Kupljena novejša letala North American F-86D Sabre vse vremenski prestrezniki in izvidniki, ki so prišli leta 1961 in so bili večinoma baziran v Zagrebu zaradi inštrumentalne opreme Zagrebškega letališča, ki je lahko delovalo tudi v megli. Letališče je bilo eno največjih vojaških letališč v nekdanji Jugoslaviji zaradi svoje strateške lege in je bilo ključnega pomena za obrambo slovenskega zračnega prostora in celotnega severnega dela države. Tipično so bile na letališču 3 eskadrilje lovskih bombnikov ali jurišnikov. Na letališču bazirana vojaška letala:
- Republic P-47 Thunderbolt jurišnik in lovski bombnik
- Republic F-84 Thunderjet lovski bombnik
- North American F-86 Sabre lovec

Enote na letališču:
- 172. lovsko-bombniški polk (1949-51)
- 138. jurišni, lovsko-bombniški polk (1951-58)
- 96. jurišni, lovsko-bombniški polk (1952-59)
- 83. lovski polk (1953-54)
- 111. jurišni, lovsko-bombniški polk (1949-61)
- 109. jurišni, lovsko-bombniški polk (1959-66)
- šolska eskadrilja 37. divizije (1953-59)
- 460. eskadrilja lahkih bojnih letal (1964-73)
- 466. eskadrilja lahkih bojnih letal (1968-78)

#### Zadnje obdobje Jugoslovanskega vojnega letalstva
Na letališču so služila letala domače izdelave, ameriška letala so se upokojila v začetku 1970ih. Zadnja enota: 82. letalsko-desantna brigada, ki so jo sestavljale tri eskadrilje lovsko-bombniških letal; 237. lovsko-bombardirska eskadrilja z letali Soko J-21 Jastreb, 238. eskadrilja lovsko-bombardijskih letal z letali J-22 Orao in 351. izvidniška eskadrilja z letali J-22 Orao, ki je bila prva enota opremljena s tem tipom letal v Jugoslaviji. Na letališču je bilo skupaj 67 reaktivnih letal, 1200 častnikov, podčastnikov, vojakov in civilistov ter nekaj vojaških specialcev. Letalske enote z letali so se po zaključeni vojni izselile v Bosno in Hercegovino ter Srbijo. Na letališču bazirana vojaška letala:
- SOKO J-22 Orao jurišnik
- SOKO J-21 Jastreb lahek jurišnik

Enote na letališču:
- 82. brigada lovsko-bombniški polk (1966-91)
- 237. lovsko-bombniška eskadrilja (1961-91)
- 238. lovsko-bombniška eskadrilja (1961-91)
- 351. izvidniška eskadrilja (1973-91)
- 111. podporni polk bombniškega letalstva (1961-91)
- 159. padalski bataljon (1987-91)
- 1.raketni divizijon 155.raketnega polka (1984-90)
- 4.rezervna eskadrilja (1984-90)

### Republika Slovenija
Leta 2006 se je pričela obnova letališča z sofinanciranjem iz strani NATO zaveznikov. Leta 2021 je na letališču pričel delovati ILS CAT I sistem za inštrumentalno pristajanje (111,10 MHz), kot tretji takšen sistem v državi poleg letališč Ljubljana in Maribor. Na letališču bazirana vojaška letala:
- Pilatus PC-9M šolsko letalo